# Сельское поселение «Хилогосонское»
Се́льское поселе́ние «Хилогосонское» — муниципальное образование в Хилокском районе Забайкальского края Российской Федерации.
Административный центр — село Хилогосон.

## История
Статус и границы сельского поселения установлены Законом Читинской области от 19 мая 2004 года «Об установлении границ, наименований вновь образованных муниципальных образований и наделении их статусом сельского, городского поселения в Читинской области».

## Население
| 2010 | 2011 | 2012 | 2013 | 2014 | 2015 | 2016 |
| ---- | ---- | ---- | ---- | ---- | ---- | ---- |
| 243  | ↘242 | ↘235 | ↘232 | ↗235 | ↘230 | ↗231 |
| 2017 | 2018 | 2019 | 2020 | 2021 |      |      |
| ↘218 | ↗219 | →219 | ↘213 | ↗236 |      |      |

## Состав сельского поселения
| № | Населённый пункт | Тип населённого пункта       | Население |
| - | ---------------- | ---------------------------- | --------- |
| 1 | Улястуй          | село                         | ↗38       |
| 2 | Хилогосон        | село, административный центр | ↘176      |